# 狄氏剂
狄氏剂（Dieldrin）又名地特靈，是一種已被許多國家禁用的人造殺蟲劑。純地特靈為白色粉狀，具有緩慢的揮發性，並且有些微特殊氣味，在水和泥土中皆具有很強的持續性，對環境影響極大。